# Linophryne pennibarbata
Linophryne pennibarbata är en fiskart som beskrevs av Bertelsen, 1980. Linophryne pennibarbata ingår i släktet Linophryne och familjen Linophrynidae. Inga underarter finns listade i Catalogue of Life.